# J. B.
Pour l’article homonyme, voir JB.
J. B. est une pièce de théâtre en vers libre d'Archibald MacLeish créée en 1958 à l'ANTA Playhouse de Broadway (New York).

## Argument
La pièce est une version modernisée de l'histoire de Job. Elle débute dans le « coin d'un énorme chapiteau de cirque » et met en scène Mr. Zuss (évoquant Zeus) et Nickles (évoquant le « vieux Nick », un surnom du diable). Dans une histoire dans l'histoire, ils jouent les rôles de Dieu et Satan.

## Distinctions
- Tony Awards 1959[1]
  - Tony Award de la meilleure pièce
  - Tony Award du meilleur metteur en scène pour Elia Kazan
- Prix Pulitzer de l'œuvre théâtrale